# Shure

Сидни Н. Шур — основатель компании

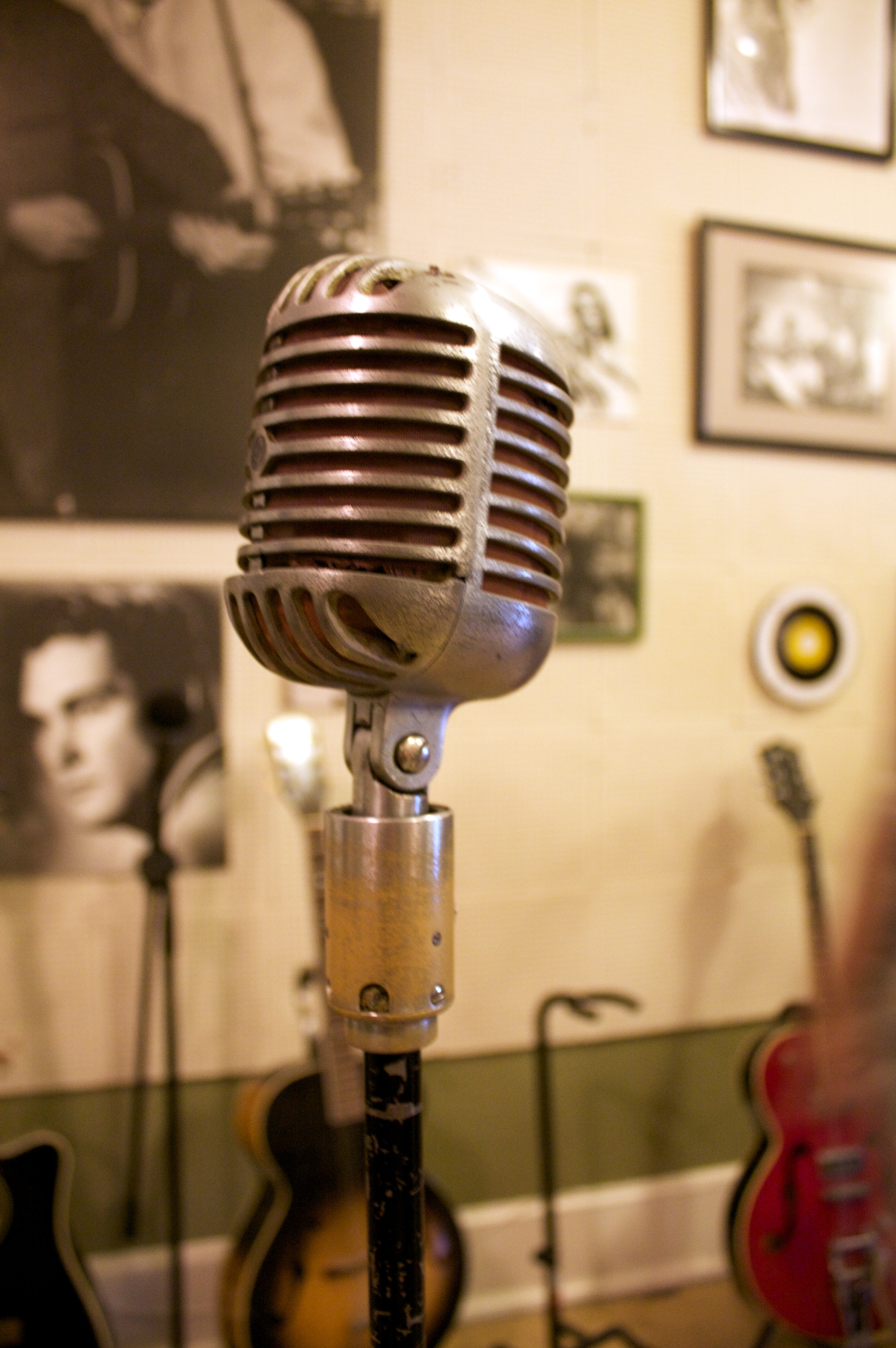
Shure 55S

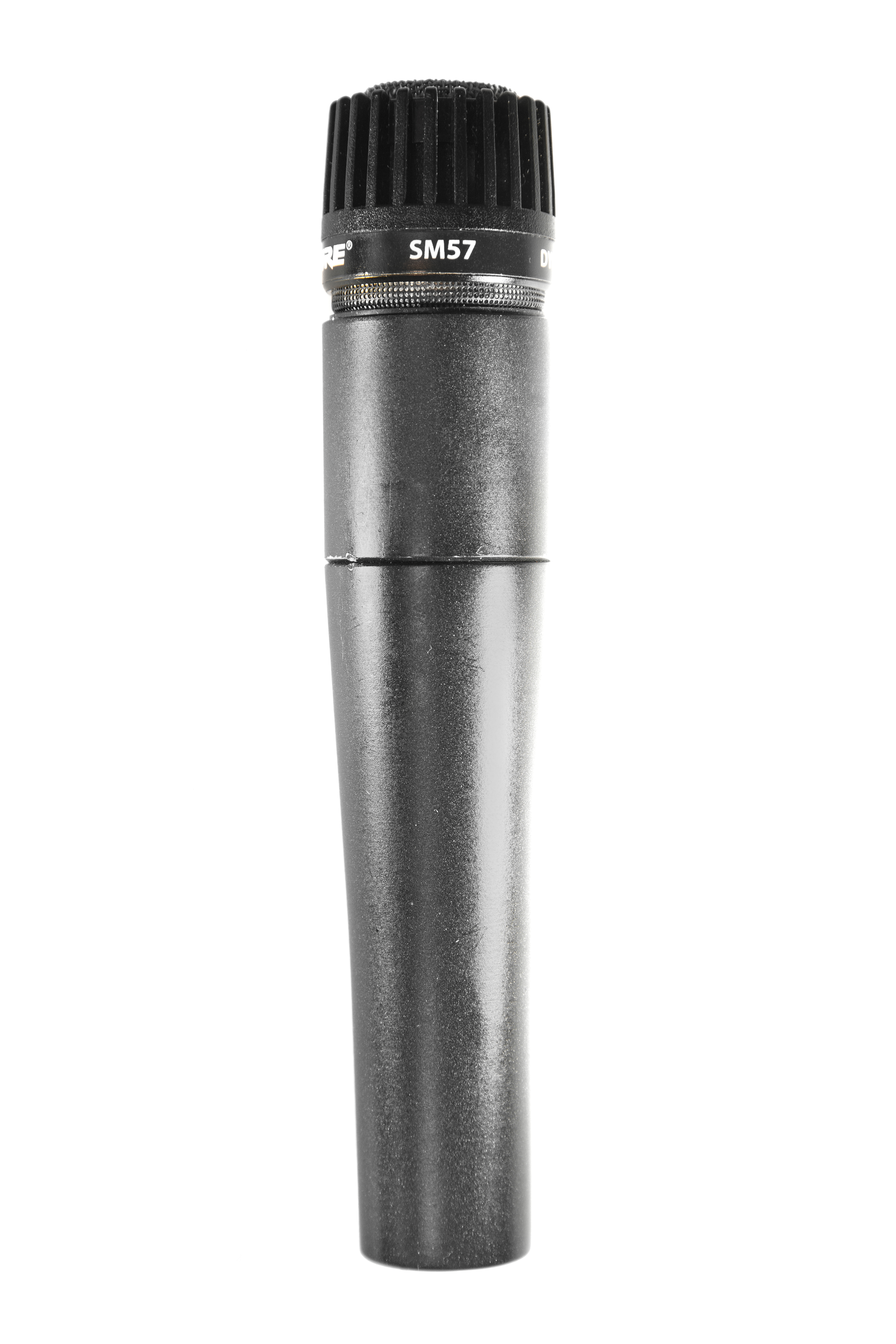
Shure SM57

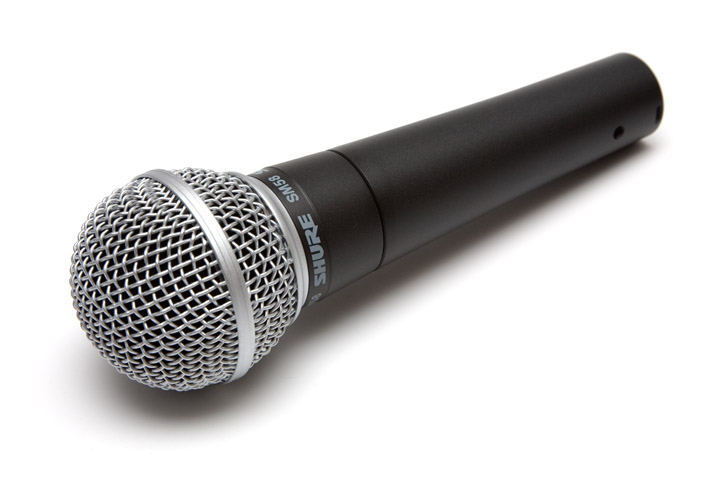
Shure SM58

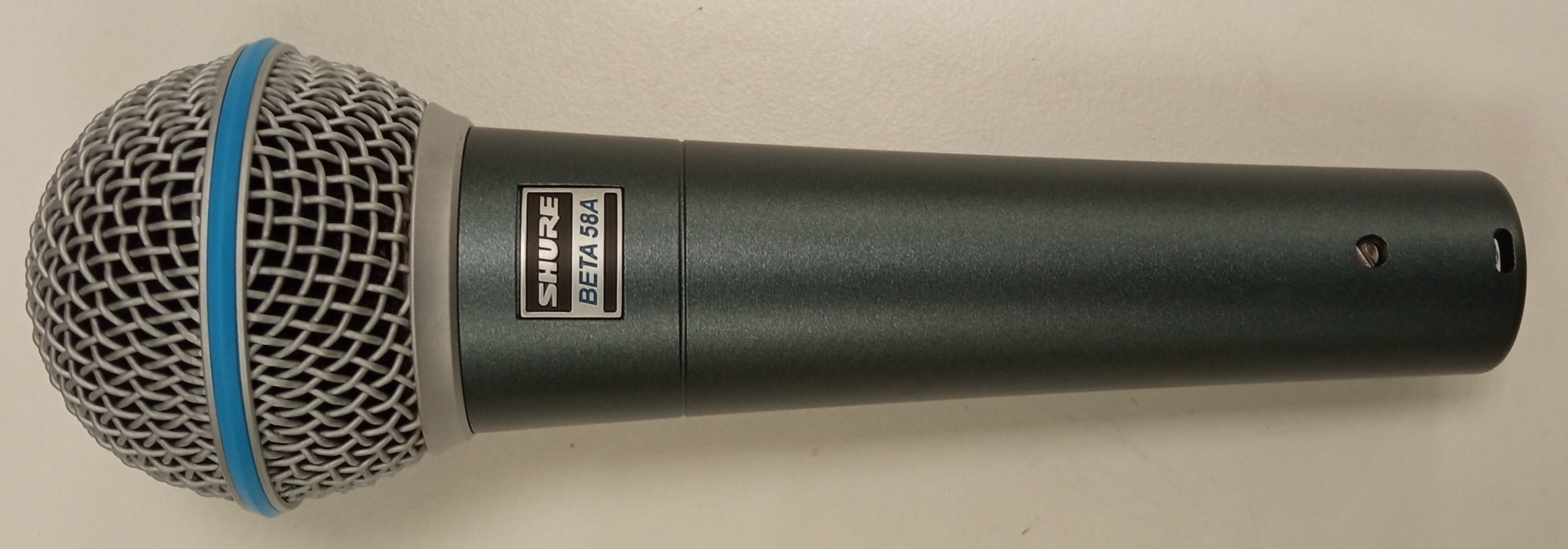
Shure Beta 58A

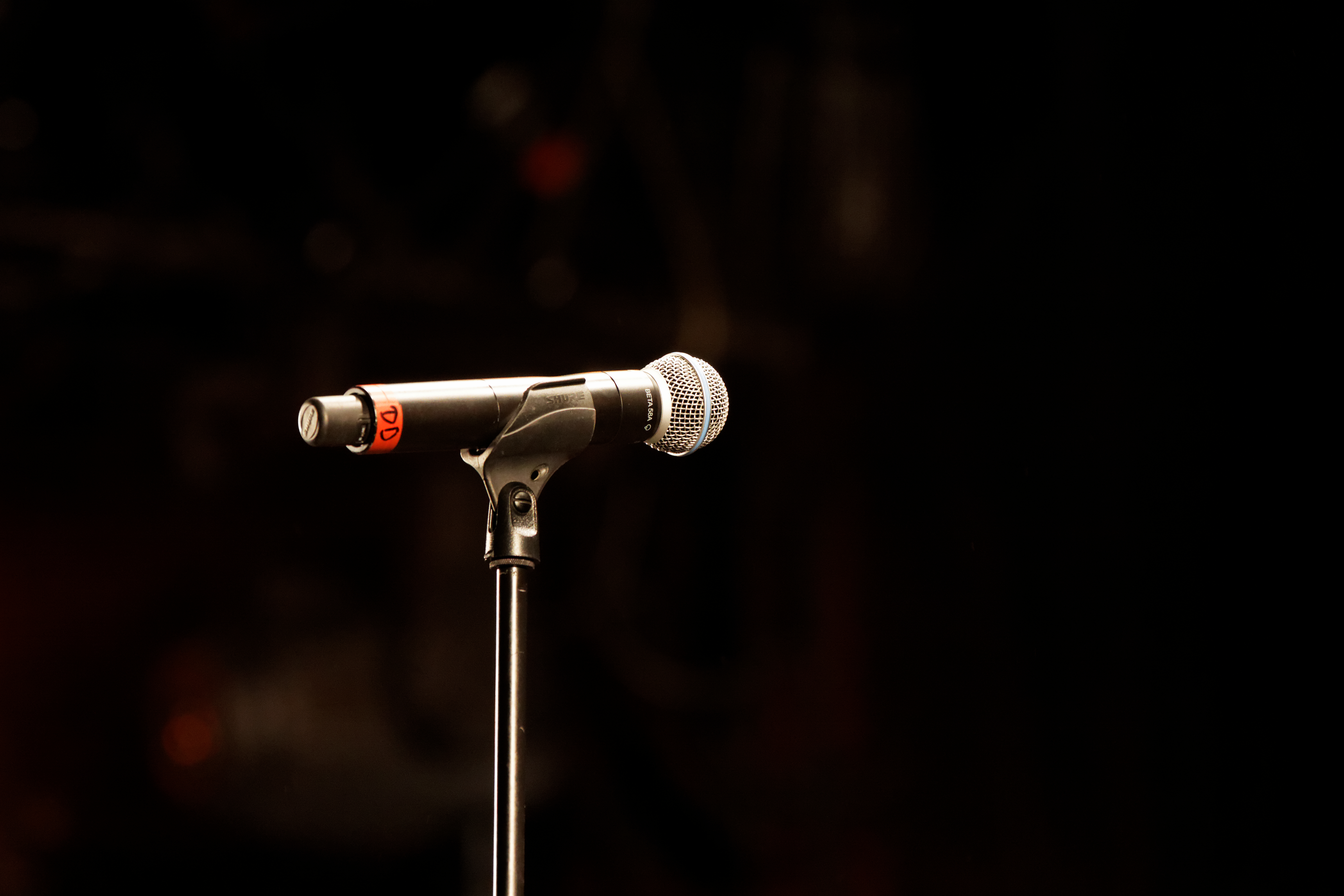
Беспроводной микрофон Shure ULXD24/BETA58

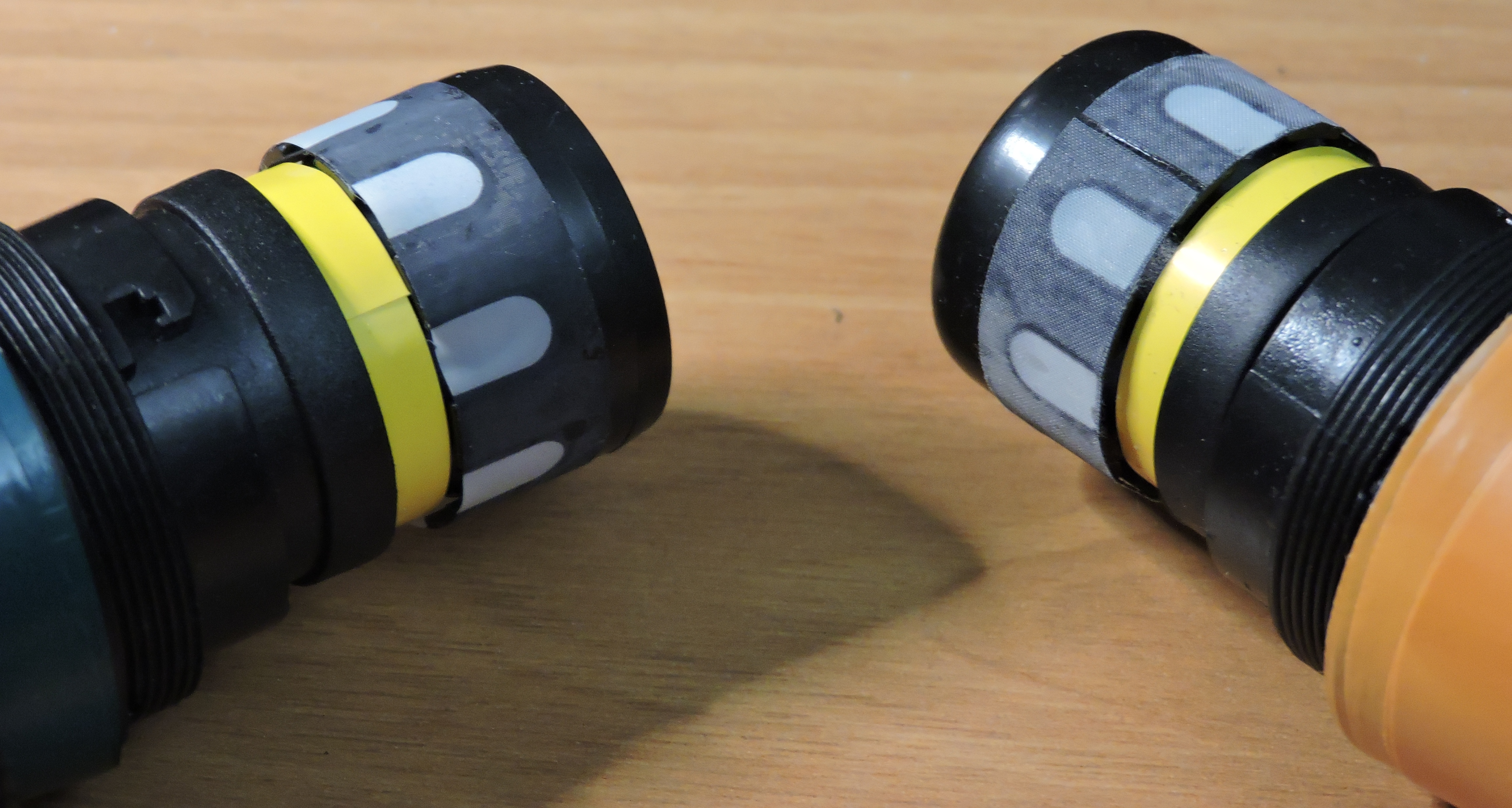
Динамические головки Shure Beta58a часто встраиваются в любые микрофоны для улучшения акустических характеристик

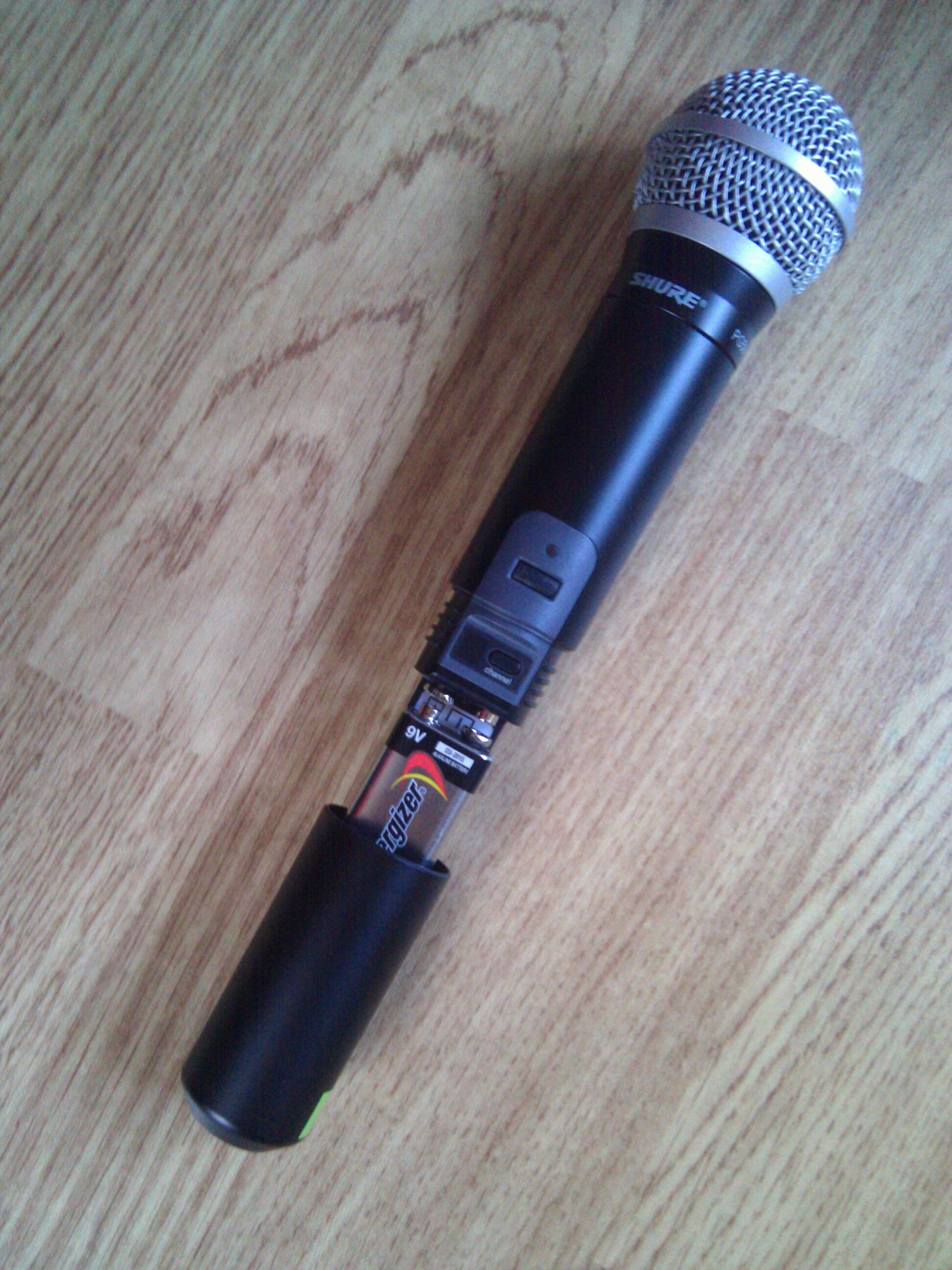
Радиомикрофон Shure PG58 с открытым батарейным отсеком. Видна вставленная в него батарея типа «Крона»

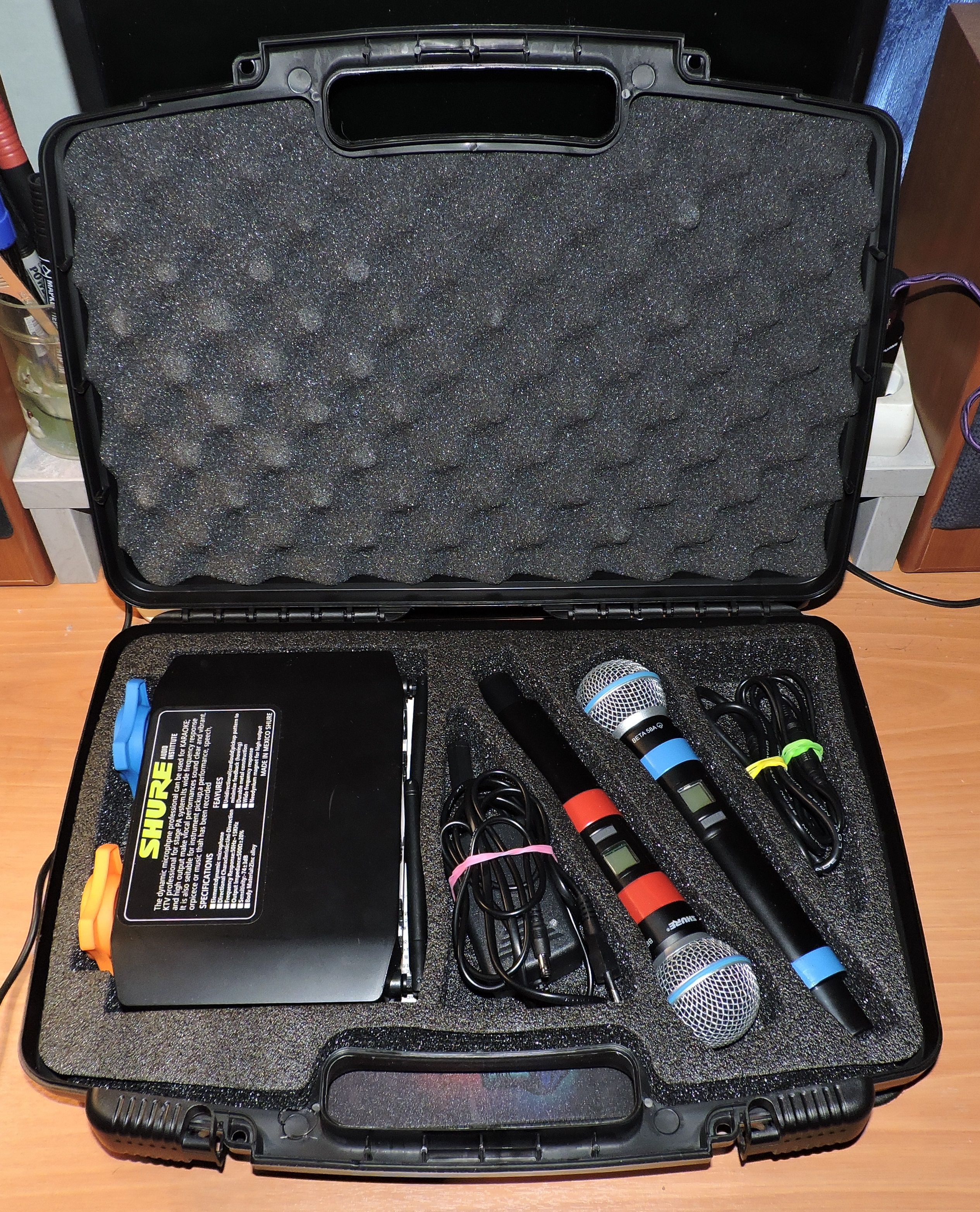
Радиосистема Shure GLXD4, включающая в свой комплект сами микрофоны, приёмник, блок питания и соединительный кабель jack-jack. Всё упаковывается в кейс

Shure Incorporated — американская корпорация, специализирующаяся на производстве звукового оборудования. Компания производила и производит профессиональные и бытовые микрофоны, наушники, радиомикрофонные системы, звуковое оборудование для конференций, головки звукоснимателей, микшерные пульты, средства цифровой обработки звукового сигнала.

## История
Shure была основана Сидни Н. Шуром в 1925 году как «The Shure Radio Company». Первые несколько лет она выпускала и продавала комплекты радиодеталей. Офис компании был расположен в доме 19 по Южной Уэллс-стрит в центре Чикаго. В следующем году Shure опубликовал свой первый прямой почтовой каталог, который был одним из шести каталогов радиодеталей в США в то время. К 1928 году, компания выросла до более чем 75 сотрудников, и брат Сидни, Сэмюэл Дж. Шур, присоединился к компании, которая была переименована в «Shure Brothers Company». Компания переехала в новый офис на 335-й Западной Мэдисон-стрит в Чикаго. В 1929 году, с началом Великой депрессии и повышенной доступности заводского радио, «Shure Brothers Company» была вынуждена значительно сократить свой персонал и стала эксклюзивным в США дистрибьютором небольшого производителя микрофонов. В 1930 году Сэмюэль Дж. Шур покинул компанию.
В 1931 году Shure и инженер Ральф Гловер начали разработку первого в мире микрофона Shure, а в следующем году была введена модель 33N, что сделало Shure одним из создателей первого конденсаторного микрофона. В 1939 году Shure представила микрофон модели 55 Unidyne, который стал одним из самых признанных микрофонов в мире.
В 1941 году Shure заключила контракт с вооружёнными силами Соединённых Штатов на поставку микрофонов во время Второй мировой войны. На следующий год, микрофон модели Т-17B стал наиболее широко используемым в армии и военно-морском флоте США. Shure также производили гарнитуры и кислородные маски, и приняли стандарт United States Military Standard для всех микрофонов Shure.
К середине 1940-х годов, Shure также стал производить и поставлять фонографы наравне с ведущими производителями, такими как PHILCO, RCA, Эмерсон, Magnavox, Адмирал, и Motorola (был крупнейшим производителем фонографов в США в то время). В разработке фонографов участвовали Ральф Гловер и Бен Бауэр. Shure произвели первый фонограф, способный играть как долгоиграющий, так и со скоростью 78 оборотов в минуту, первый тонарм с прижимной силой в 1 грамм, и первый тонарм отвечающий требованиям стереозаписи. На пике производства фонографов, компания производила около 28000 игл в день, из 25000 тех, кто привозит фонографы с завода тонармов Shure в Фениксе, штат Аризона. Введение компакт-дисков в 1980-х годах привело к снижению спроса на виниловые пластинки, поэтому Shure закрыл производство в Аризоне, но продолжил производство фонографов, и продолжает выпускать их сегодня.
Shure также разрабатывал и производил медицинское оборудование. В 1937 году был разработан пьезоэлектрический стетоскоп модели 66А, чтобы точно воспроизвести шумы в груди, а в начале 1960-х годов, были произведены стетоскопы моделей СП-5, СП-5S и СП-6. Shure также производят слуховые аппараты.
В 1956 году компания Shure переехала в новую штаб-квартиру на Хартни-авеню в Эванстоне, штат Иллинойс, где находилась в течение 47 лет. Начиная с 1956 года, Shure изготовлял записывающие головки магнитной ленты и два года спустя компания объявила о готовности массового производства четырёхканальной головки звукозаписи, но в 1964 году из-за возросшей конкуренции их производство прекратилось.
В 1953 году Shure представила свою первую беспроводную микрофонную систему для исполнителей, и в 1959 году, они представили микрофон Unidyne III, который был предшественником SM57 представленного (наряду с SM58) шесть лет спустя. Shure также производит портативное оборудование для обработки звука (микшеры), такое как Portable Mixer M67, и Portable Mixer FP31. В 1990 году Shure выпустила на рынок беспроводной микрофон L-Series.
В 1981 году, Джеймс Коген, исполнительный вице-президент по операциям, был назначен президентом и генеральным директором компании Shure. В 1995 году Сидни Н. Шур умер в возрасте 93 лет, и председателем Совета директоров была избрана его вдова Роуз Л. Шур. В 1996 году Джеймс Коген ушёл в отставку, после чего Санто (Sandy) Ла-Мантиа, вице-президент по разработкам, был избран президентом и генеральным директором. В 1999 году Shure Brothers Incorporated была официально переименована в Shure Incorporated.
В 2001 году Shure приобрела бренд Popper Stopper студийных поп-фильтров из Middle Atlantic Products Inc. В 2003 году Shure переехал в новую штаб-квартиру в городе Найлз, штат Иллинойс, в здание, построенное по проекту архитектора Яна Гельмута, площадью 65000 квадратных футов (6000 м2).
В 2018 году Shure объявила о выходе с рынка картриджей для фонографов.

## Международные офисы
- 1991: В Хайльбронне, Германия, открыто Shure Europe GmbH, чтобы обеспечить продажи, сервис и поддержку распределительных центров Shure в 34 европейских странах
- 1999: В Гонконге открыто Shure Asia Limited, чтобы обеспечить распределительные центры и дистрибьюторов по всей Азии и Тихоокеанскому региону
- 2002: Shure Distribution GmbH, создана качестве дочерней компании Shure Europe GmbH для обработки прямых продаж дилеров Shure в Германии
- 2003: Центр распространения открылся в Великобритании и переименован в ShureHW International
- 2005: Продажи и маркетинг открылись в Шанхае, Китай
- 2006: Продажи и маркетинг открылись в Токио, Япония
- 2010: Новая дочерняя компания формируется в Нидерландах
- 2014: Продажи и маркетинг для Среднего Востока и Африки открылись в Дубае, ОАЭ

## Расширение производства
- 1982: Производственный объект открыт в Wheeling, штат Иллинойс
- 1983: Производство фонограф-картриджей открыто в Агуа Приета, Мексика
- 1984: Открыто производство проводных микрофонов в Хуаресе, Мексика
- 1989: Расширение производства в Хуаресе, Мексика
- 1994: Расширение производства в Агуа Приета, Мексика
- 2005: Производство открыто в Сучжоу, Китай